# Добершау-Гаусиг
Добершау-Гаусиг или Добруша-Хуска (њем. Doberschau-Gaußig, глсрп. Dobruša-Huska) општина је у њемачкој савезној држави Саксонија. Једно је од 63 општинска средишта округа Бауцен. Према процјени из 2010. у општини је живјело 4.439 становника. Посједује регионалну шифру (AGS) 14625110.

## Географски и демографски подаци
Добершау-Гаусиг или Добруша-Хуска се налази у савезној држави Саксонија у округу Бауцен. Општина се налази на надморској висини од 220 метара. Површина општине износи 40,5 km². У самом мјесту је, према процјени из 2010. године, живјело 4.439 становника. Просјечна густина становништва износи 110 становника/km².